# Luisa Vehil
Luisa Vehil   (Montevideo, 12 de novembre de 1912 - Buenos Aires, 24 d'octubre de 1992) va ser una actriu uruguaiana de teatre, cinema i televisió qui va tenir una notable carrera a l'Argentina, sent una figura icònica de l'escena teatral argentina.

## Biografia
Luisa Vehil va néixer el 12 de novembre de 1912 a Montevideo, pertanyent a una dinastia de vuit actors originaris de Catalunya, neta i filla d'actors de teatre. Els seus germans van ser Paquita Vehil i Juan Vehil. També va ser la tia dels actors Miguel Ángel Solá i Mónica Vehil.
El seu primer personatge en teatre va ser amb l'obra El burlador de Sevilla. Després d'una gira per l'Uruguai, el 1932 es va incorporar al Teatre Nacional de la Comèdia, actualment Teatre Nacional Cervantes.
Luisa es va mudar a Buenos Aires a una edat primerenca, i va protagonitzar la seva primera pel·lícula el 1933, Los tres berretines, dirigida per Enrique Telémaco Susini, que va ser la segona pel·lícula sonora argentina. La jove actriu va arribar a aparèixer en altres pel·lícules de comèdia al llarg de la dècada del 1930, treballant en pel·lícules de tango de Manuel Romero i d'Eduardo Morera. El següent gran paper cinematogràfic de Vehil va ser a Pampa bàrbara (1945), pel·lícula èpica de gènere western dirigit per Lucas Demare i Hugo Fregonese. Va ser una de les seves dues úniques aparicions a la pantalla gran al llarg de la dècada del 1940. Va actuar una vegada durant la dècada del 1950 (En la ardiente oscuridad, de Daniel Tinayre, 1959) i una vegada durant la dècada del 1960 (El bote, el río y la gente, d'Enrique Cahen Salaberry, 1960). No obstant això, la major activitat de Luisa Vehil era el teatre, on era considerada una Gran Dame de l'escena, una personalitat reverenciada com icona. Ella va interpretar obres com Maria Estuart, Joana La Boja, Els dies feliços de Samuel Beckett, i va personificar a Madame Desmortes en les obres de Jean Anouilh L'Invitation au Château i L'Alouette, Los árboles mueren de pie d'Alejandro Casona, etc.
Sent comunista, el 1946 integra la llista de l'Agrupació d'Actors Democràtics, que va recolzar a la coalició electoral anomenada Unió Democràtica davant de la fórmula que portaria al govern peronista, i la junta directiva estava integrada per Pablo Racciopi, Lydia Lamaison, Pascual Nacaratti, Alberto Barcel i Domingo Mania. El 1946 el Teatre Smart va patir un atemptat mentre Vehil interpretava el paper principal de l'obra Fascinación. Va ser una de les actrius que per raons polítiques van tenir la seva actuació prohibida en cinema i ràdio durant el peronisme.
Entre 1964 i 1967 ella va dirigir la Comèdia Nacional Argentina, i va ser també membre de Fons Nacional de les Arts. Va representar la versió de Ollantay de Ricardo Rojas al Teatre de les Nacions de París, a Brussel·les i a Madrid, i va realitzar diversos viatges per l'interior de l'Argentina, Europa i Amèrica.
Luisa Vehil va fer una reaparició cinematogràfica a la dècada del 1970, actuant en pel·lícules de Juan Bautista Stagnaro, Alejandro Doria i Luis Saslavsky. L'actriu va treballar amb Alejandro Doria una vegada més el 1982, en Los pasajeros del jardín. La seva última actuació en cinema va ser en Kindergarten (1989), una controvertida pel·lícula de Jorge Polaco. L'exhibició d'aquesta pel·lícula va ser objecte d'una prohibició cautelar per part de la justícia per una presumpta corrupció de menors, sent el primer cas de censura a l'Argentina des del retorn de la democràcia el 1983. La mesura va ser revocada sis mesos després però, finalment, els productors van decidir no exhibir la pel·lícula. Recentment, després de 21 anys, una còpia restaurada de la mateixa va ser projectada al Festival Internacional de Cinema de Mar del Plata de 2010.
Pel que fa a la televisió, Vehil va realitzar cicles de contes argentins adaptats, i el 1960 va guanyar el Premi Martín Fierro a la millor actriu dramàtica pel seu paper a Buenas noches, destino. El 1968 va ser protagonista junt amb Lautaro Murúa del teleteatre La intrusa, basat en un conte de Jorge Luis Borges, que va ser la primera vegada que es posava en televisió un conte de l'autor. Posteriorment va participar al documental d'una hora Navidad en el año 2000, i va ser presentadora del cicle d'unitaris Las 24 horas des del 1982 fins al 1985. i Lo mejor de las 24 horas el 1986.
Luisa Vehil va rebre el 1981 el Premi Konex de Platí i el Premi Konex de Brillant a la personalitat més rellevant de l'Espectacle Argentí fins a aquest moment, premi compartit amb Alfredo Alcón. En 1990 va ser honrada com a Ciutadana il·lustre de la Ciutat de Buenos Aires.
El 7 d'octubre de 1988 es va inaugurar a Buenos Aires el Teatre Luisa Vehil, amb la presència de l'actriu. També va ser creada la Sala Luisa Vehil al Teatre Nacional Cervantes, la qual es coneix com el Saló Daurat.

## Premis i distincions
- Medalla d'Or a la millor actriu dramàtica. Municipalitat de Buenos Aires, Certamen 1938.
- Premi de Crítics Argentins per La casa de los siete balcones.
- Premi Talía.
- Premi Ràdio El Mundo, Belgrano, Rivadavia i Splendid.
- Venus daurada per difusió teatral argentina en Europa.
- Premi Martín Fierro per Buenas noches, destino.[10]
- Premi Itàlia.
- Premi de la Municipalitat de Buenos Aires per Pampa bárbara.[13]
- Menció del Centre Asturià per la seva tasca en la difusió d'Alejandro Casona.
- Premi del Liceu Militar General San Martín prr la difusió del Teatre Argentí al front de la Comedia Nacional Argentina.
- Premi San Gabriel per la difusió del Teatre Argentí a l'estranger.
- Gran Premi del Fons Nacional de les Arts (1972).
- Diverses mencions especials de l'Alliance française.
- Premi Konex de Platí i el de Brillant (1981).

## Filmografia
- 1933: Los tres berretines.
- 1936: Poncho blanco.
- 1937: El cañonero de Giles.
- 1937: Así es el tango.
- 1938: Turbión.
- 1939: Mandinga en la sierra.
- 1940: Petróleo.
- 1945: Pampa bárbara.
- 1959: En la ardiente oscuridad.
- 1960: El bote, el río y la gente.
- 1975: Una mujer.
- 1977: La muerte de Sebastián Arache y su pobre entierro.
- 1979: La isla.
- 1979: El Fausto criollo.
- 1982: Los pasajeros del jardín.
- 1989: Kindergarten.

## Televisió
- 1959: Buenas noches, destino. Guanyadora del Premi Martín Fierro 1960, actriu dramàtica.[10]
- 1981: Navidad en el año 2000 (documental).[1]